# ديفيد لوكاس (لاعب كريكت)
ديفيد لوكاس (19 أغسطس 1978 في المملكة المتحدة - ) (بالإنجليزية: David Lucas)‏ هو لاعب كريكت بريطاني. لعب مع نادي مقاطعة ورسسترشاير للكريكيت ‏ ونادي مقاطعة يوركشاير للكريكت ‏ ونادي مقاطعة نورثامبتونشير للكريكت ‏ ونادي مقاطعة نوتنغهامشير للكريكت ‏.

## وصلات خارجية
- ديفيد لوكاس على موقع إي آس بي آن كريك إنفو (الإنجليزية)